# Архиповка (Полтавская область)
Архи́повка (укр. Архипівка) — село,
Харьковецкий сельский совет,
Лохвицкий район,
Полтавская область,
Украина.
Код КОАТУУ — 5322687802. Население по переписи 2001 года составляло 22 человека.

## Географическое положение
Село Архиповка находится на расстоянии в 1 км от села Красное (Чернухинский район).
По селу протекает пересыхающий ручей с запрудой.
Рядом проходит автомобильная дорога Р-60.

## История
- 1928 — дата основания.